# Gaddo Gaddi

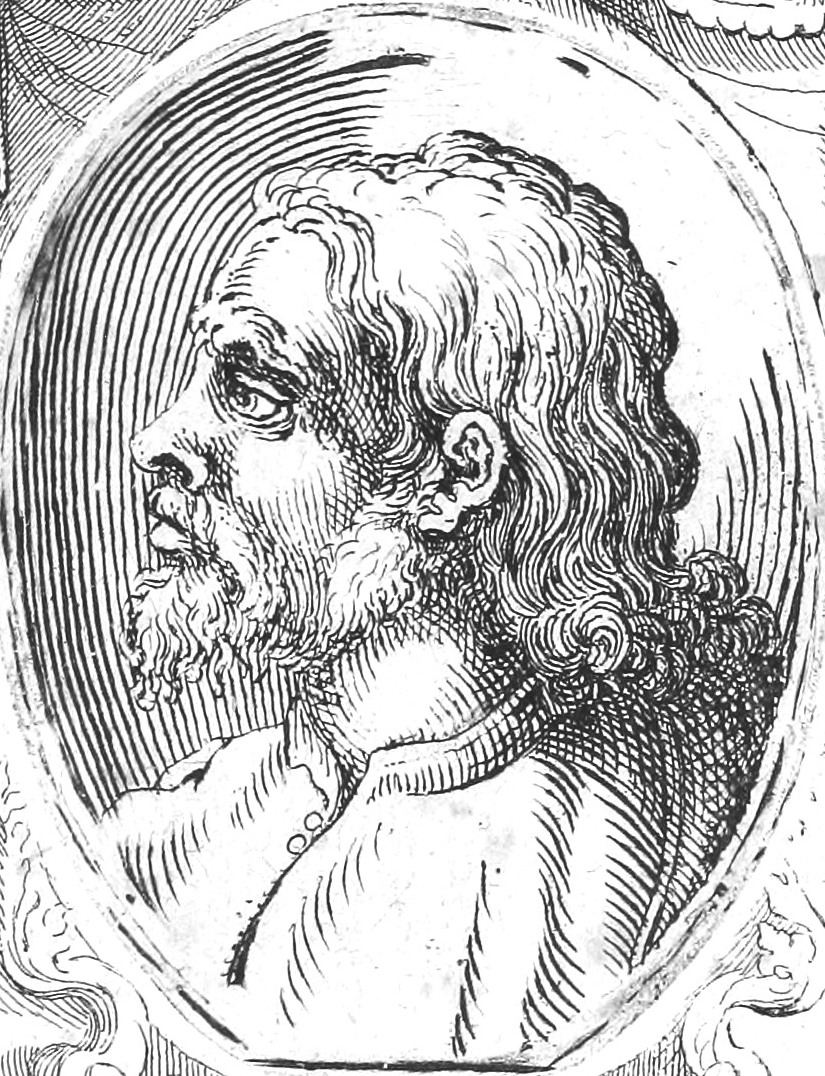
Gaddo Gaddi

 Gaddo Gaddi (* 1260 in Florenz; † 1332 ebenda) war ein florentinischer Maler des gotischen Stils. Er wurde 1308 von Clemens V. nach Rom berufen, wo er eine Reihe großer Mosaikbildwerke in der Art des Cimabue vollendete, von welchen in Santa Maria Maggiore noch Stücke erhalten sind. Außerdem wird ihm eine Krönung der Jungfrau Maria in der inneren Lünette des Hauptportals der Kathedrale von Florenz zugeordnet. Im Jahre 1312 wurde er Mitglied der Malerzunft italienisch Arte dei Medici e Speziali zu Florenz und starb dort 1332.
Die Bezeichnung Gaddo ist eine Abkürzung seines Vornamen Gherardo.
Sein Sohn Taddeo Gaddi und sein Enkel Agnolo Gaddi wurden ebenfalls bekannte Maler.